# La face cachée de la lune
La face cachée de la lune é um filme de drama canadense de 2003 dirigido e escrito por Robert Lepage. Foi selecionado como representante do Canadá à edição do Oscar 2005, organizada pela Academia de Artes e Ciências Cinematográficas.

## Elenco
- Robert Lepage
- Anne-Marie Cadieux
- Marco Poulin
- Céline Bonnier
- Lorraine Côté